# Rastko Petrović
Rastko Petrović (Belgrád, 1898. május 3. – Washington, 1949. augusztus 15.) szerb költő és író, Nadežda Petrović testvére.

## Élete

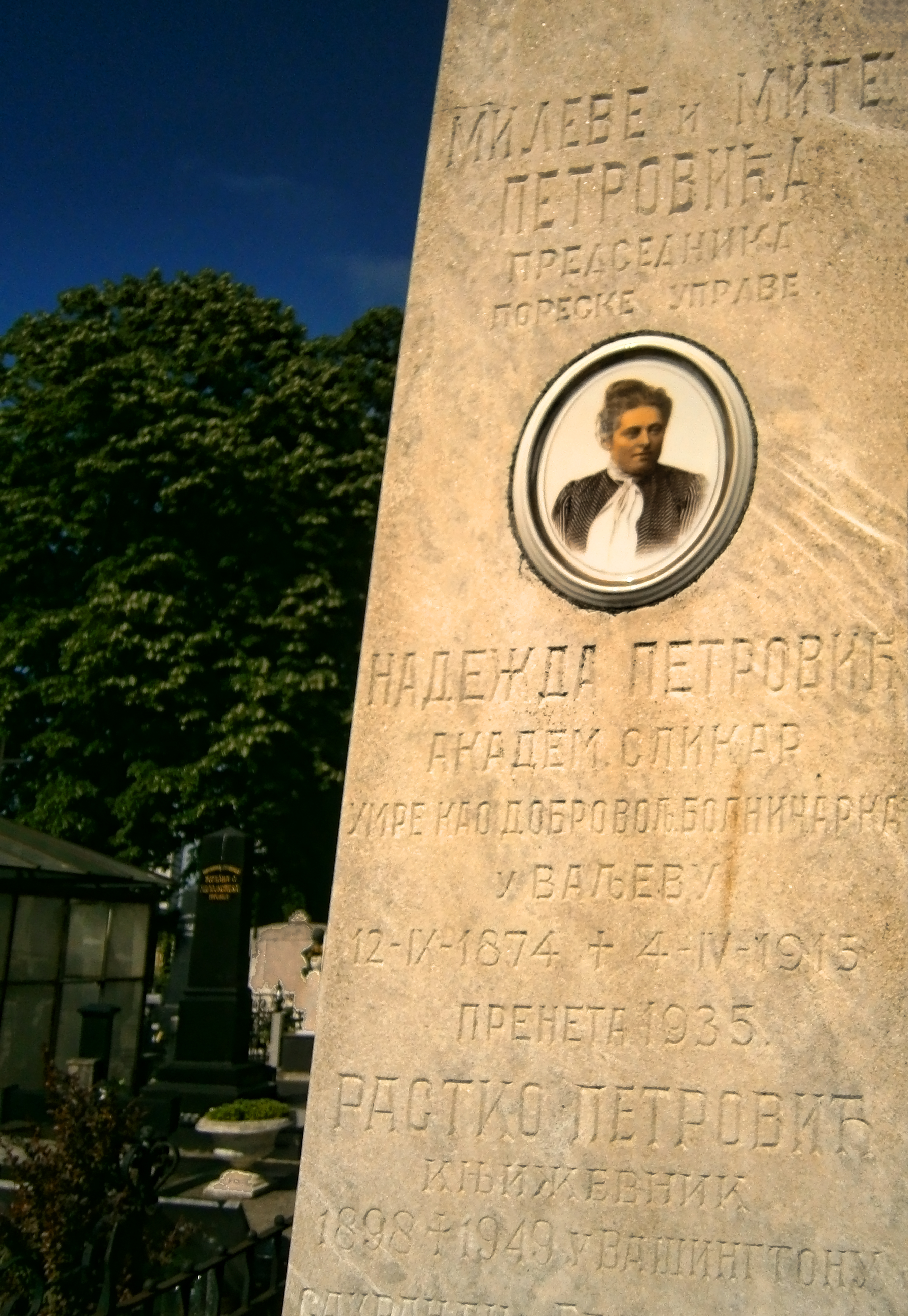
Nadežda és Rastko Petrović sírja Belgrádban

A tisztviselő és történész Mita Petrović és felesége, Mileva kilenc gyermeke közül ő volt a legfiatalabb.
Nővére, Nadežda híres festő volt, a többi nővére pedig megismertette a zenével. Az első világháború alatt a szerb hadseregben szolgált és ezzel Albánián keresztül Korfuig jutott. Jogi diplomát Párizsban szerzett, a francia kormány ösztöndíjával. Tanulmányai során ismerte meg a francia avantgárd környezetét, majd 1920-ban érettségizett és Belgrádba került, ahol megjelentette első könyvét Burlesque gospodina Peruna, boga groma címmel. Ez idő alatt számos cikket publikált a Radikal, a Vreme, a Savremenik és a Kritika folyóiratokban. Petrovic munkája sok vitát váltott ki, és ikonoklasztikusnak számított. Az 1922-ben megjelent Spomenik című dalt szentségtörőnek tartották, ami a Szerb ortodox egyház általi kiközösítéséhez vezetett. 1923-ban az Szerb-Horvát-Szlovén Királyság Külügyminisztériumában kezdett dolgozni, ahol kezdetben a külföldieknek nyújtott segítséget, és a jugoszláv kultúra népszerűsítéséért volt felelős.
1926-ban a vatikáni jugoszláv nagykövetség jegyzői posztját töltötte be. Ezután a római nagykövetségen, majd 1935-től a chicagói konzulátuson dolgozott alkonzuli rangban. 1936 júliusától a washingtoni jugoszláv nagykövetségen ügyvivőként alkalmazták. 1945-ben, a kommunisták hatalomátvétele után Stanoje Simić lett Jugoszlávia új nagykövete, Petrović pedig elvesztette állását. A háború befejezése után az Egyesült Államokban maradt, ahol szerény megtakarításból élt, és megpróbálta megjelentetni írásait amerikai folyóiratokban. 1949-ben halt meg szívbetegségben. 1986-ban földi maradványai visszatértek a hazájába, és Belgrádban temették el.

## Utazásai
A diplomáciai szolgálat lehetőséget teremtett a számára, hogy barátai segítségével megszervezzék az utazásait. 1928-tól beutazta Olaszországot, Spanyolországot és Franciaországot. Ugyanebben az évben Marseille-ben egy Afrikába tartó hajóra szállt. Kezdetben a kontinens nyugati részén tartózkodott, majd Sierra Leonén, Malin és Szudánon keresztül jutott el Nigerbe. Az út, melynek során több mint 4000 km-t tett meg, egy 1930-ban megjelent útinaplót eredményezett. 1936-tól beutazta Észak-Amerikát, meglátogatta Mexikót és Kubát.

## Művészete
A művei között szerepelnek versek, regények, recenziók és riportok. Dan šesti című utolsó regényét az első világháború eseményeinek szentelte. A könyv 1935-ben készült el, de a szerb hadsereg Albánián keresztül történő visszavonulásáról szóló túlságosan defetista kép miatt nem adták ki Belgrádban. Posztumusz, 1961-ben jelent meg. A Spanyolország- , Törökország-, Líbia- és Olaszország- körüli utazásairól élete során folyóiratokban jelentek meg leírások, majd halála után a Portalibris Kiadó egy kötetben – Útileírások – adta ki azokat. 
- 1921: Burleska gospodina Peruna, boga groma (Mr. Perun, a mennydörgés istenének burleszkje)
- 1922: Otkrovenje (Kinyilatkoztatás)
- 1930: Afrika
- 1931: Ljudi Govore (A nép beszél)
- 1961: Dan šesti (A hatodik nap)[7]

## Fordítás
- Ez a szócikk részben vagy egészben  a   Rastko Petrović című lengyel Wikipédia-szócikk ezen változatának fordításán alapul.  Az eredeti cikk szerkesztőit annak laptörténete sorolja fel. Ez a jelzés csupán a megfogalmazás eredetét és a szerzői jogokat jelzi, nem szolgál a cikkben szereplő információk forrásmegjelöléseként.